# La Nuit merveilleuse
Pour plus de détails, voir Fiche technique et Distribution.
La Nuit merveilleuse est un film français réalisé par Jean-Paul Paulin et sorti en 1940.

## Synopsis
Le soir de Noël 1940, deux réfugiés poussent une petite charrette sur une route du midi de la France. Lui est ébéniste et elle attend un enfant. Chassés de tous les hôtels bondés de monde, ils échouent dans une étable prêtée par un couple de braves paysans. Elle accouche à minuit, entre un âne et un bœuf, veillée par un berger. Puis trois voyageurs viennent offrir au nouveau-né quelques souvenirs personnels, tout le monde enfin se rendra à la messe de minuit.

## Fiche technique
- Titre : La Nuit merveilleuse
- Réalisation : Jean-Paul Paulin
- Scénario, adaptation et dialogues : André-Paul Antoine
- Décors : Gilbert Grassin
- Photographie : Christian Matras
- Montage : Henri Taverna
- Production : Prodiex / Denis Barthès
- Directeur de production : D. Bousseau
- Commande officielle du cabinet du Maréchal Pétain pour reverser les profits au Secours national, chargé du sort des réfugiés des zones envahies. Les acteurs reversèrent leur cachet au Secours national
- Tournage en décembre 1940 à Marseille
- Pays :  France
- Format : Son mono - Noir et blanc - 35 mm - 1,37:1
- Genre : Film dramatique
- Durée : 70 min
- Dates de sortie en France
  - 24 décembre 1940[1] à Vichy
  - 22 décembre 1948 à Paris[1]

## Distribution
- Fernandel : Le berger
- Charles Vanel : Le fermier
- Janine Darcey : La jeune femme
- Jean Daurand : Le mari
- Jean Aquistapace : Le marin, un voyageur
- Milly Mathis : La paysanne
- Édouard Delmont : Le vieux berger
- Madeleine Robinson : La réfugiée
- Jacques Erwin : Le forgeron
- René Fleur : L'explorateur
- Charlotte Clasis : La servante
- Fernand Charpin : L'aubergiste
- Jane Marken : L'hôtelière
- Wanny
- Couty Bonneval